# Utengule
Utengule è una circoscrizione rurale (rural ward) della Tanzania situata nel distretto di Kilombero, regione di Morogoro. Conta una popolazione di 10 562 abitanti (censimento 2012).